# Architecture à Bordeaux

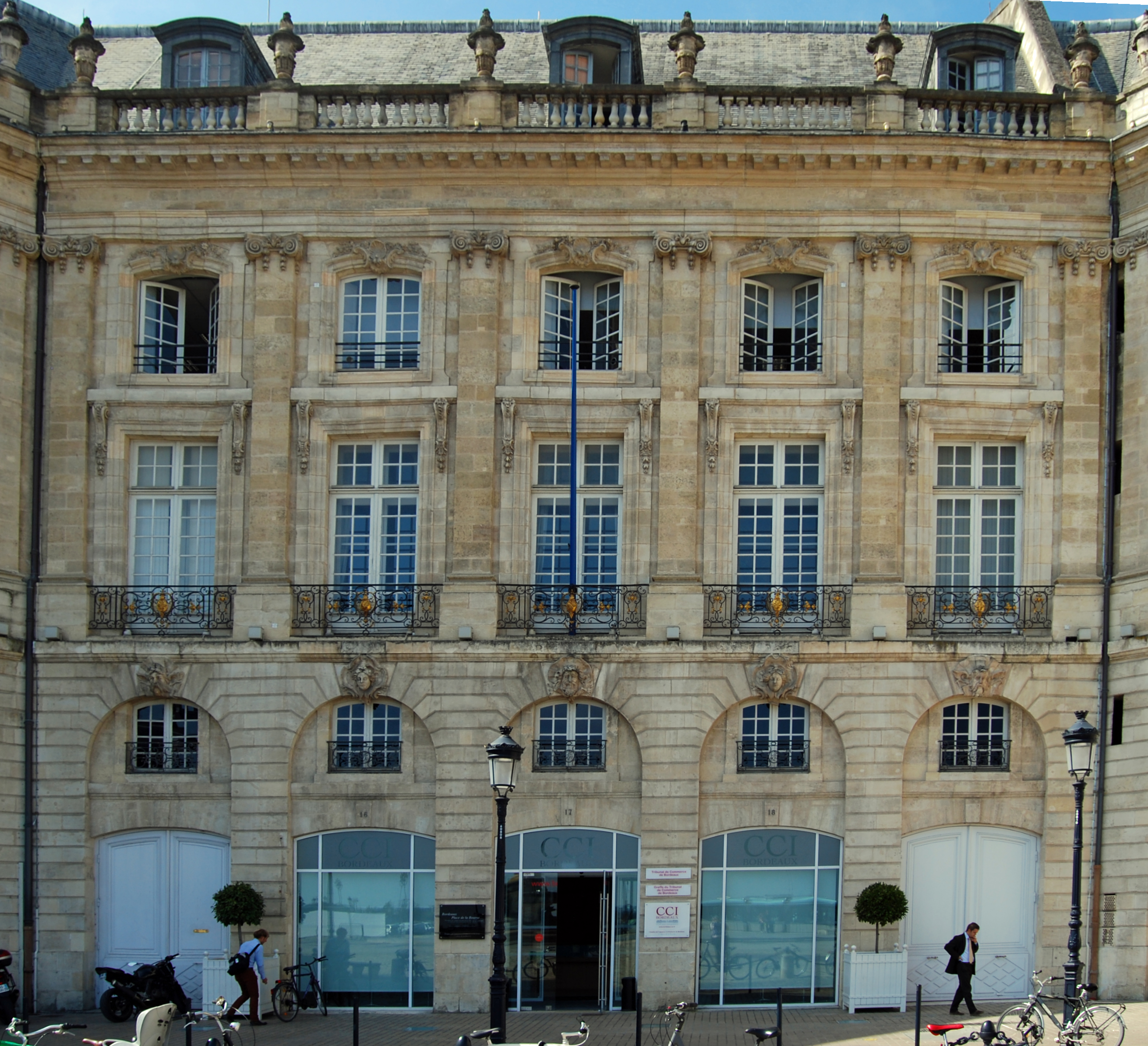
Les numéros 16, 17 et 18 de la place de la Bourse.

L'architecture de Bordeaux s'inscrit dans la tradition architecturale française par la grande homogénéité du centre-ville dont un grand nombre d'édifices datent du xviiie siècle, ce qui lui valut, en reconnaissance des travaux de restauration entrepris depuis les années 1980, d'être inscrite en 2007 sur la liste du patrimoine mondial de l'Unesco. Cependant, malgré l'importance des grands travaux entrepris par Tourny, intendant de Guyenne de 1743 à 1757, la diversité du patrimoine bordelais, s'étalant sur une vaste période chronologique allant de l'Antiquité à nos jours, est reconnue depuis longtemps. En témoigne la création précoce de la Commission bordelaise à la protection du patrimoine le 29 mars 1839, puis, plus tardivement, de la Société archéologique en 1874.

## Antiquité

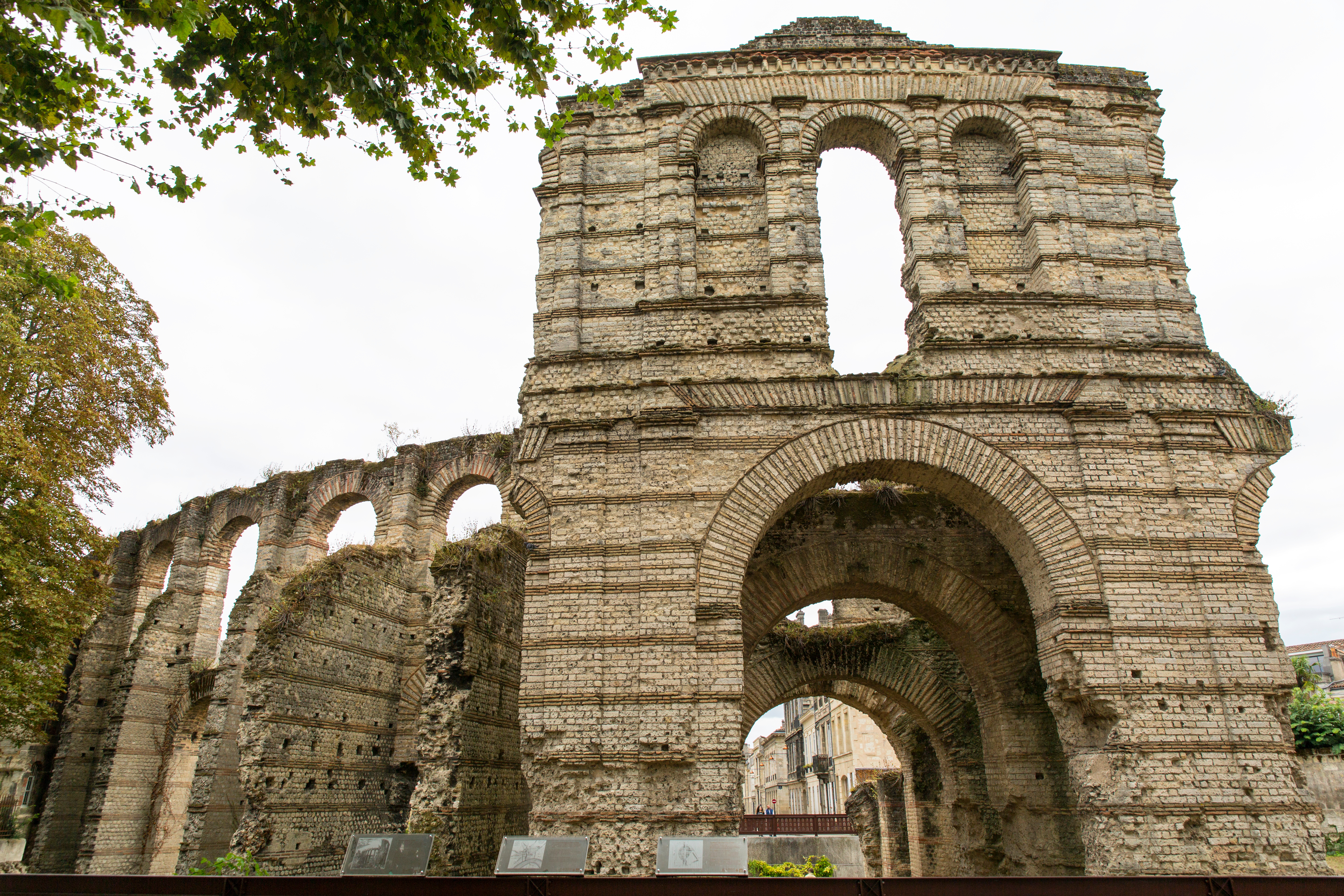
Le Palais Gallien.

L'antique Burdigala, chantée par Ausone au ive siècle de notre ère, fut envahie par les troupes romaines conduites par le légat Publius Crassus en 56 avant J.-C.. Les Bituriges Vivisques occupent alors les lieux, dans ce qui n'est encore qu'un village, mais qui est appelé à devenir sous peu la plaque tournante du commerce du vin. Le marché viticole antique s'organise déjà autour de la Grande-Bretagne, conquise par Rome en 43. La prospérité de la cité incite des particuliers à se faire bâtir des villas dont des mosaïques ont pu être retrouvées ; à quelques kilomètres de Bordeaux, des fouilles ont par ailleurs révélées les villas gallo-romaines de Plassac. La richesse de Burdigala se traduit également dans l'importance des monuments funéraires retrouvées en lisière de la ville romaine, construits à l'image de temples miniatures , et comprenant les éléments classiques de l'architecture développée par les Grecs et reprise par les Romains : frontons supportés par des colonnes (ou plutôt des colonnettes), parois ornées de bas-reliefs, statuaire réaliste en ronde-bosse.

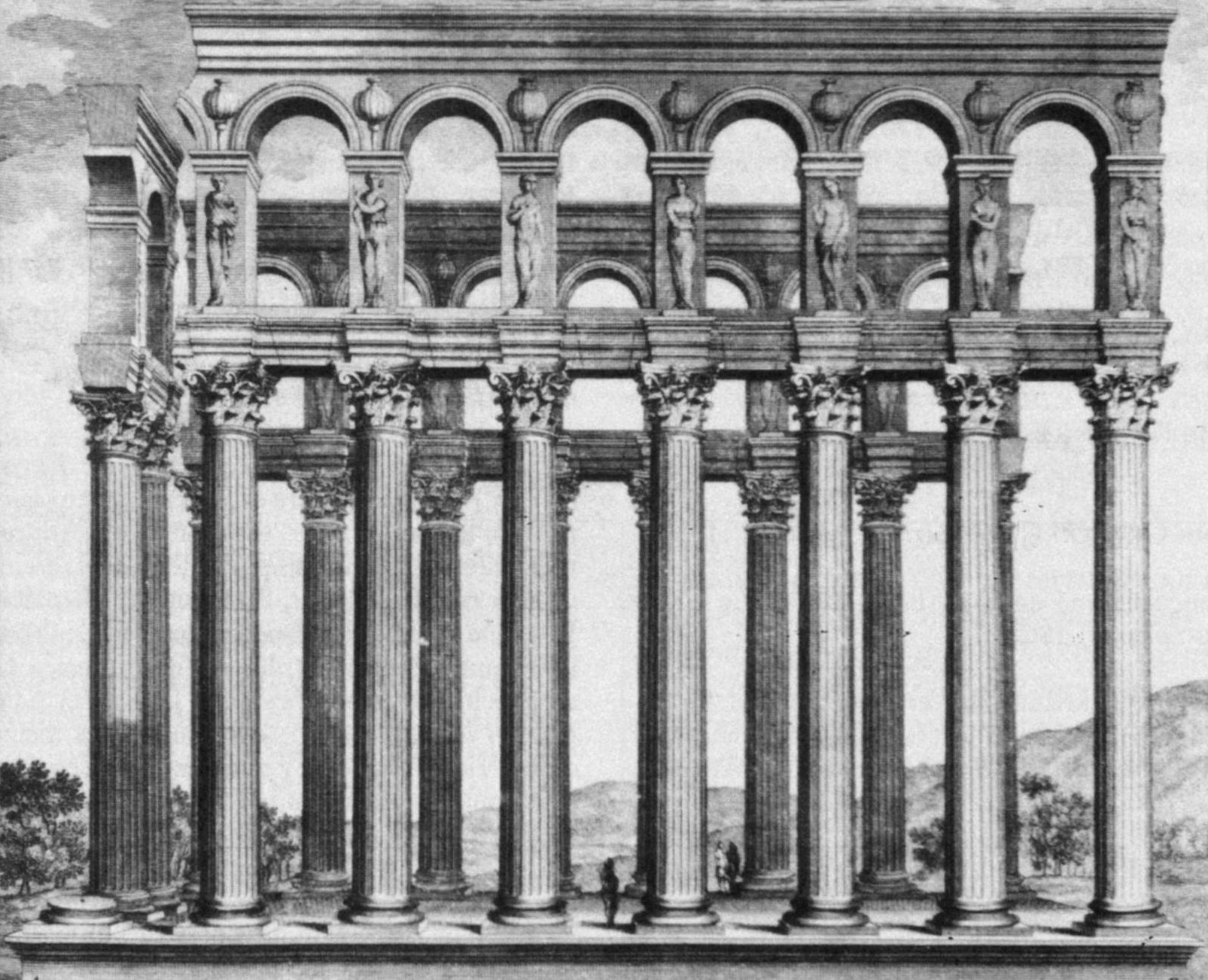
Les Piliers de Tutelle, d'après un relevé de Claude Perrault.

Cependant, malgré la présence durant l'Antiquité d'importants monuments romains à Bordeaux (thermes, forum, temples, aqueducs,...), les vicissitudes de l'Histoire n'ont épargnées qu'un amphithéâtre, le Palais Gallien, ainsi que de nombreuses traces éparses de ce que fut Burdigala. Le palais Gallien, construit entre le premier et le troisième siècle de notre ère, pouvait abriter jusqu'à 22 000 spectateurs, mais il n'en subsiste aujourd'hui que l'entrée monumentale ainsi que quelques arcades dont certaines ont été intégrées dans la maçonnerie d'édifices construits au xixe siècle.
Le forum de Burdigala se distinguait par la présence d'un vaste temple, surnommé les Piliers de Tutelle. Malheureusement, ce monument a aujourd'hui totalement disparu du fait de sa destruction sur ordre de Louis XIV en 1677. Les fondations des Piliers ont été ensuite démolies au XVIIIe siècle lors du la construction du Grand-Théâtre.
Enfin, des fouilles menées en 2002 ont permis de révéler la présence d'un édifice de type basilical datant du ive siècle au nord de l'actuelle cathédrale Saint-André ; il semble d'ailleurs qu'un baptistère ait été construit au vie siècle à proximité.
La fin de l'Antiquité, à partir de la mort d'Ausone en 394, inaugure une période difficile pour Bordeaux, qui ne s'achèvera qu'au Moyen âge central, avec Aliénor devenue duchesse d'Aquitaine en 1137.

## Moyen âge

### Haut Moyen âge
Le Haut Moyen âge, à partir de la déposition du dernier empereur romain en 476, est une époque sombre pour ce qui est encore Burdigala. La ville est mise à sac par les Sarrasins en 732, puis par les Normands dès leur arrivée en Aquitaine en 844. La ville, ravagée, manque alors de disparaitre. Toutefois, des témoignages de cette période subsistent. La première nécropole chrétienne de Bordeaux, aménagée sur le site d'une nécropole antique, est celle où Saint-Seurin s'installera au ive siècle. La crypte de l'actuelle église Saint-Seurin, formée de trois nefs étroites construites au XIe siècle, abrite de riches sarcophages datant du ive siècle au viiie siècle, aux côtés d'œuvres plus modestes. Les quatre sarcophages de marbre datant du viie siècle sont ornés d'arcatures sur fond de vignes ainsi que de panneaux de palmes, de lierre et de pampres. On y remarque également des colonnes et chapiteaux gallo-romains remployés. Une collégiale romane est construite en même temps que la crypte. Cette basilique sera par la suite agrandie et transformée grâce au développement du pèlerinage de Saint-Jacques-de-Compostelle,.

### Moyen âge central et tardif

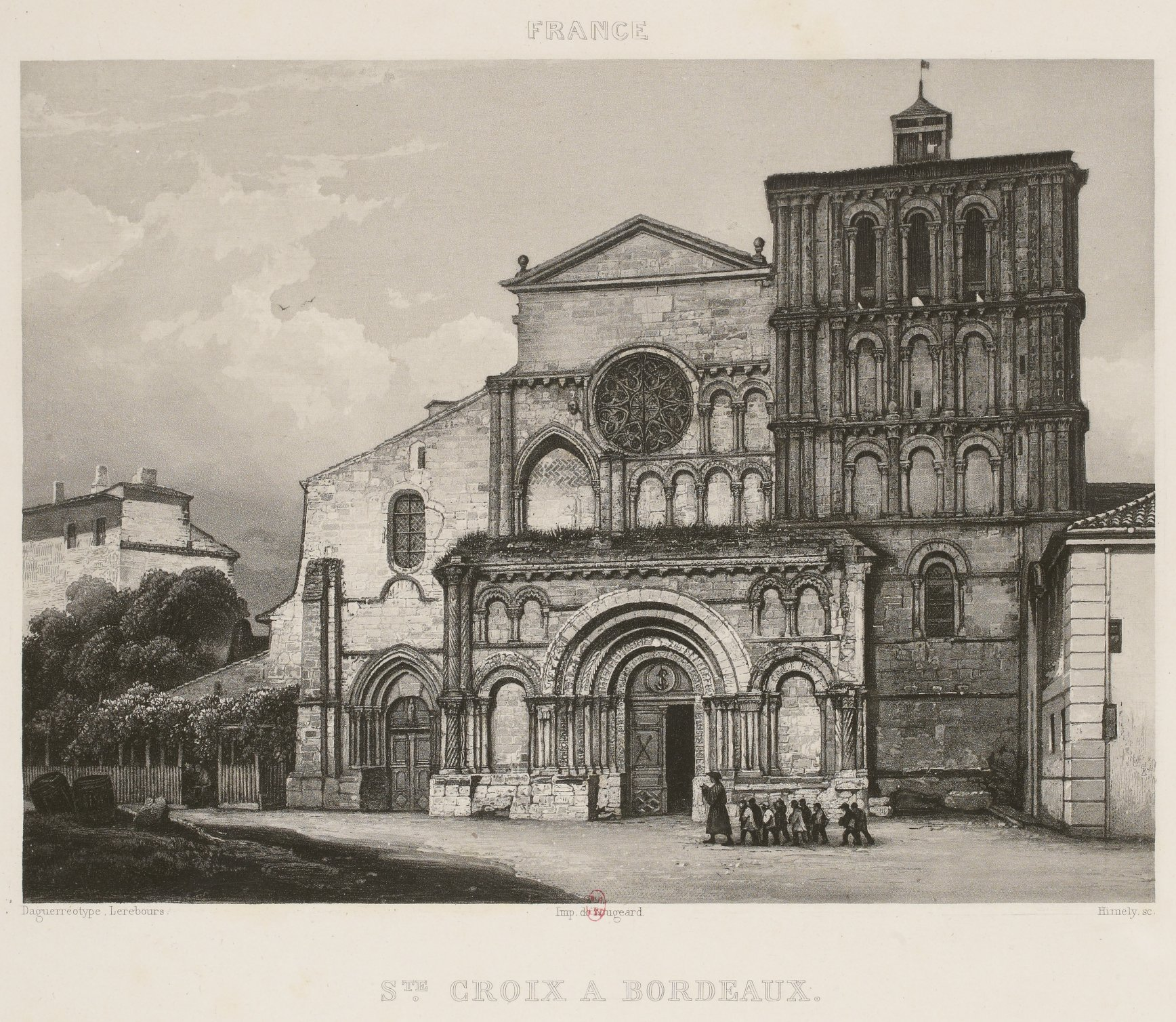
L'abbatiale Sainte-Croix, avant la campagne de restauration des années 1860.

Le Moyen âge central débute par convention en l'an mille, alors que le développement de nouvelles techniques agricoles et la stabilisation des Etats européens, alliés à un essor du commerce, permettent le retour de la prospérité. C'est en effet dans le dernier tiers du xe siècle que la mention de Bordeaux refait son apparition, afin de qualifier les comtes théoriquement en place au nom du roi des Francs. Dans les faits, l'autonomie des comtes est réelle, et ils en viennent à considérer les environs de Bordeaux comme leur royaume, ce que révèle la frappe d'une monnaie locale dès la mort de Louis V en 987.

#### Abbatiale Sainte-Croix
C'est au xe siècle qu'est fondé un important sanctuaire sur l'emplacement de la future église Sainte-Croix, au sud de la ville. Une nécropole occupait déjà les lieux depuis le viie siècle, mais fut ravagée par les incursions normandes. L'établissement des Bénédictins à cette période permet la construction d'un monastère qui gagnera progressivement en puissance, jusqu'à permettre l'édification de l'église à partir du xie siècle. Il ne reste que peu de traces du premier édifice, qui fut considérablement transformé au cours des siècles suivants. En effet, c'est au xiie siècle que sera construit le chevet roman, ainsi que la façade assortie d'un clocher. La lourde campagne de restauration menée dans les années 1860 par Paul Abadie a changé la physionomie de la façade romane, qui fut remodelée et transformée par l'ajout du second clocher. Le plan de l'église originale romane est très simple : une vaste nef à trois vaisseaux complétée par un chevet constituée de trois absides. Le voûtement de pierre, construit vers 1200, est quant à lui gothique.

#### Cathédrale Saint-André

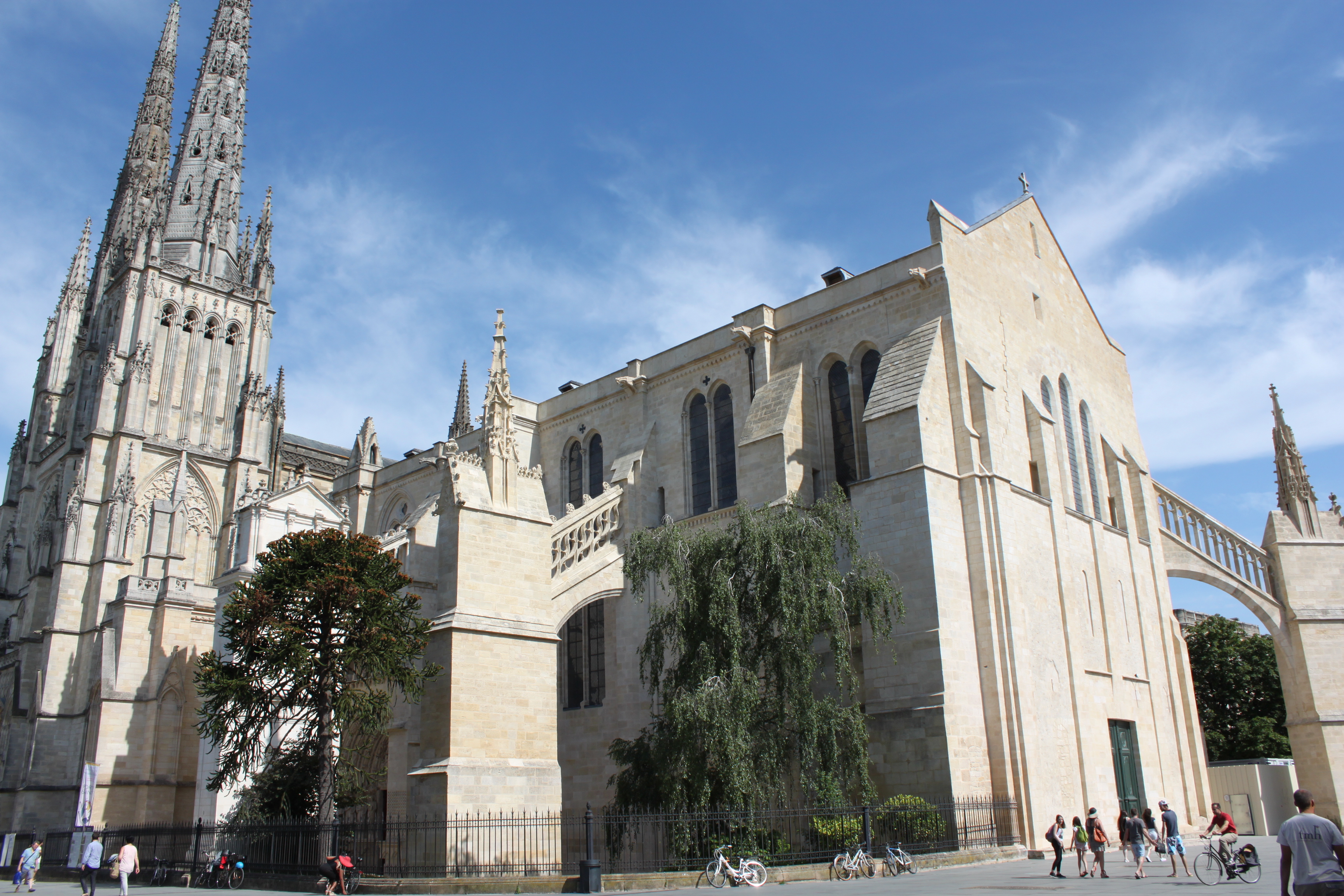
La cathédrale Saint-André.

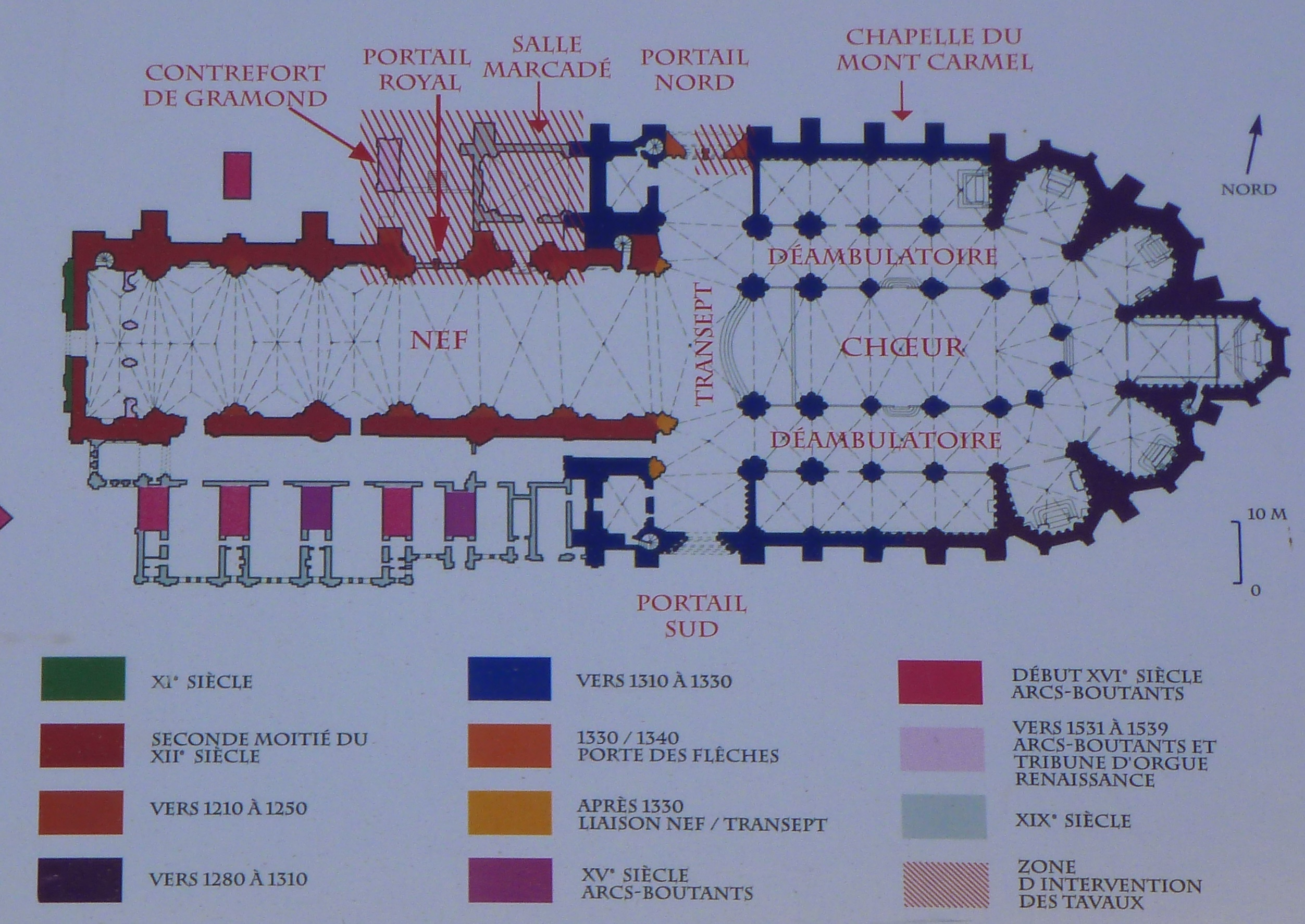
Plan de la cathédrale Saint-André

Le site de la cathédrale Saint-André était occupé par diverses installations gallo-romaines très structurées, ainsi qu'un premier sanctuaire datant du ive siècle. La cathédrale fut bâtie à partir du xie siècle, avant une accélération du chantier au xiie siècle et surtout à partir des années 1280, faisant de Saint-André un monument d'architecture gothique. Le chantier est ralenti vers les années 1330, en raison de difficultés économiques, puis de l'arrivée de la peste noire : seul le chœur sera reconstruit en gothique rayonnant. Il sera repris à la fin du siècle, et surtout au milieu du xve siècle, avec la construction entreprise dès 1440 du clocher hors œuvre. La tour Pey-Berland, le clocher de la cathédrale qui fut achevé en 1500, est ainsi isolée du reste de l'édifice pour des raisons de stabilité, en raison de la nature marécageuse du site.
Le clocher isolé et la cathédrale étaient bien sûr au Moyen âge et jusqu'aux travaux de dégagements du xixe siècle enserrées dans un tissu de construction très dense, ne ménageant aucune place autour des édifices. De plus, la cathédrale comprenait dans sa partie sud-ouest un cloître datant du xive siècle et rasé en 1886.
Le massif occidental n'a pas été doté de façade en raison de la proximité de l'enceinte antique, qui ne fut pas dépassée par les derniers remparts du xive siècle, ce qui explique pourquoi la cathédrale n'a pas pu être achevée au Moyen âge. Chaque extrémité du transept s'ouvre par un portail ; celui du nord, le Portail royal, servait d'entrée principale.
C'est dans la cathédrale Saint-André que se marieront le 8 août 1137 Louis le Jeune et Aliénor de Guyenne, qui finira par épouser Henri Plantagenêt, comte d'Anjou, qui accède en 1154 au trône d'Angleterre. Ainsi, de 1160 à 1453, les souverains anglais et français se disputèrent cette région qui prospéra sous le régime anglais.
Le XIe siècle verra la fondation de l'église Saint-Rémy, puis au siècle suivant la construction de l'église Sainte-Eulalie, qui sera rebâtie à l'époque gothique, avant de subir une restauration au xixe siècle.

#### Basilique Saint-Seurin

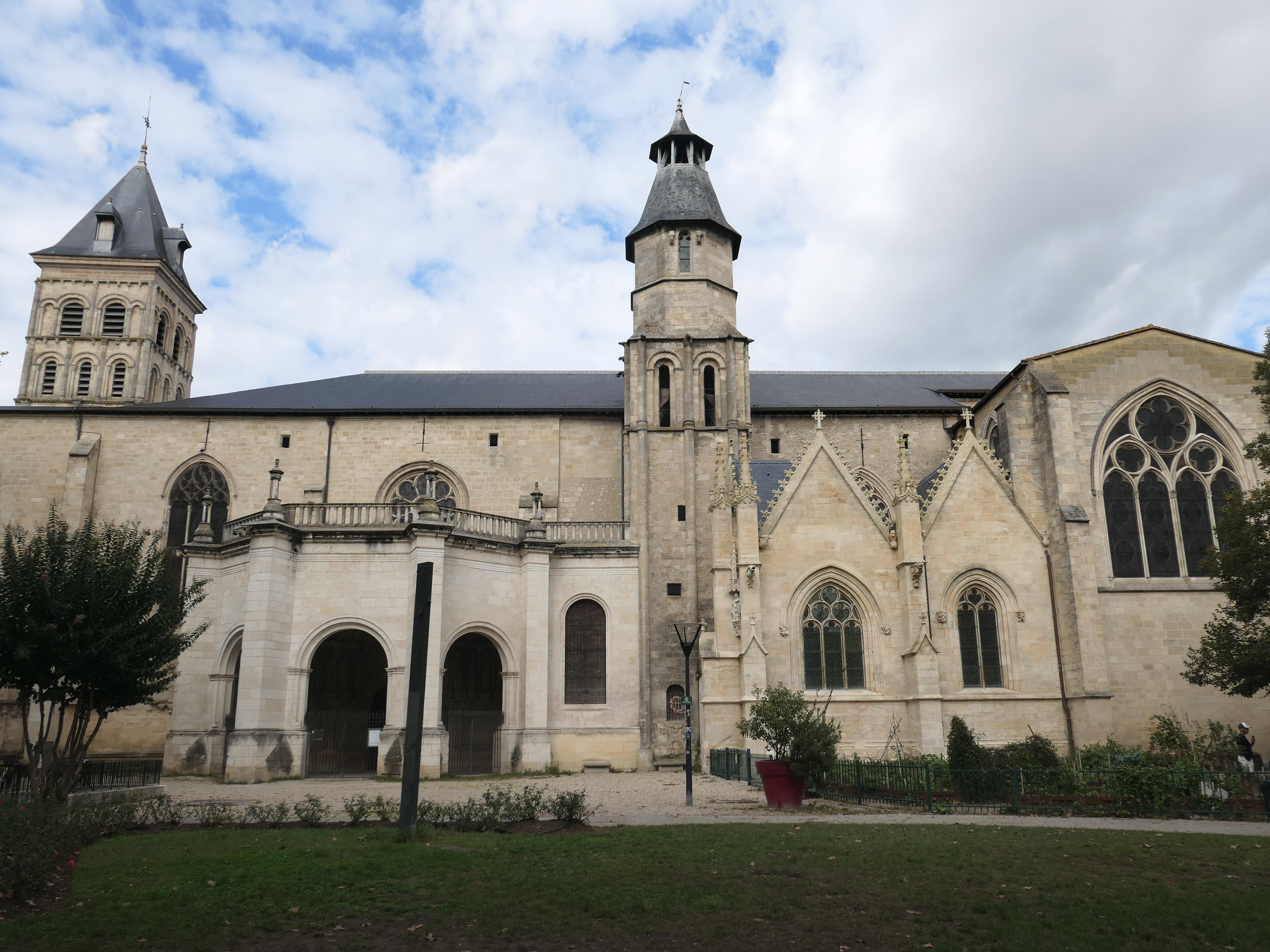
Eglise Saint-Seurin, façade sud.

La collégiale construite au xie siècle se voit complétée au siècle suivant par un clocher-porche roman, qui a pu constituer une tour isolée à l'origine. Par ailleurs, l'intégralité de l'église est reconstruite à partir de 1200, en commençant par le chevet puis la nef qui sera voûtée d'ogives. Un clocher supplémentaire sera par ailleurs construit, tandis que le portail sud est repris en incluant la statuaire gothique dans un ensemble de trois travées dont seule la centrale est dotée d'une ouverture. Le porche qui le surplombe sera quant à lui construit à la Renaissance dans un style classicisant. De nouvelles chapelles seront construites entre la fin du Moyen âge et la Renaissance. Quant à la façade occidentale, elle fut reconstruite en 1829 dans un style néo-roman par l'architecte Poitevin ; les cloîtres originellement situés au nord de l'édifice n'ont laissé que des traces.

#### Basilique Saint-Michel

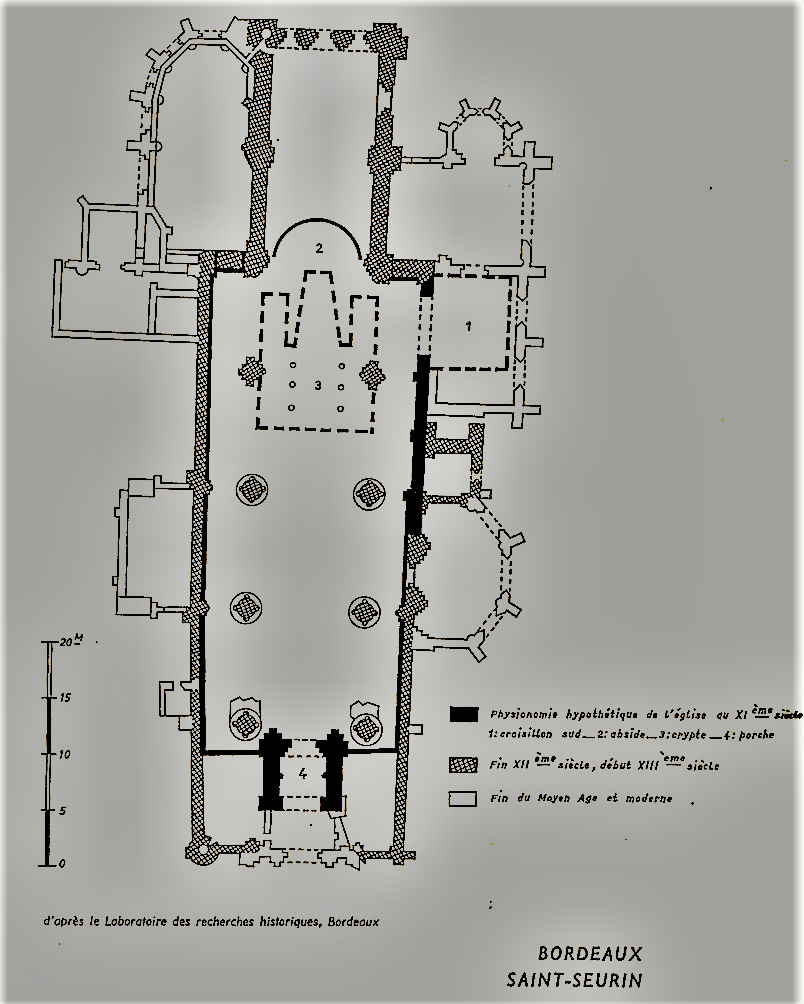
Plan de l'église Saint-Seurin

La basilique Saint-Michel est issue d'une paroisse créée en 1174 sur un ancien cimetière du vie siècle, mais ne se développe de manière remarquable qu'à partir du xive siècle alors que le nouveau rempart ceinturant la ville vient d'être érigé. Le chantier ne prendra de l'importance qu'au XVe siècle et ne s'achèvera qu'au siècle suivant.
De plan quasi basilical, l'église se compose d'une nef de trois vaisseaux bordée de part et d'autre par des chapelles édifiées par les marchands, mariniers et artisans qui patronnèrent sa construction, tandis que le transept est non débordant. Le chevet se compose quant à lui de trois absides. Le clocher, isolé comme le sera celui de Saint-André, fut réalisé entre 1472 et 1492, mais posa déjà des problèmes de stabilité, tout comme le reste de l'édifice. De nombreuses restaurations et reconstructions furent entreprises dans les siècles suivants pour pallier ce problème toujours dû à la nature du sol. La flèche sera par ailleurs reconstruite en 1869 par Paul Abadie après avoir été endommagée par une tempête en 1768 qui avait entraîné sa démolition en 1822,.

#### Architecture civile

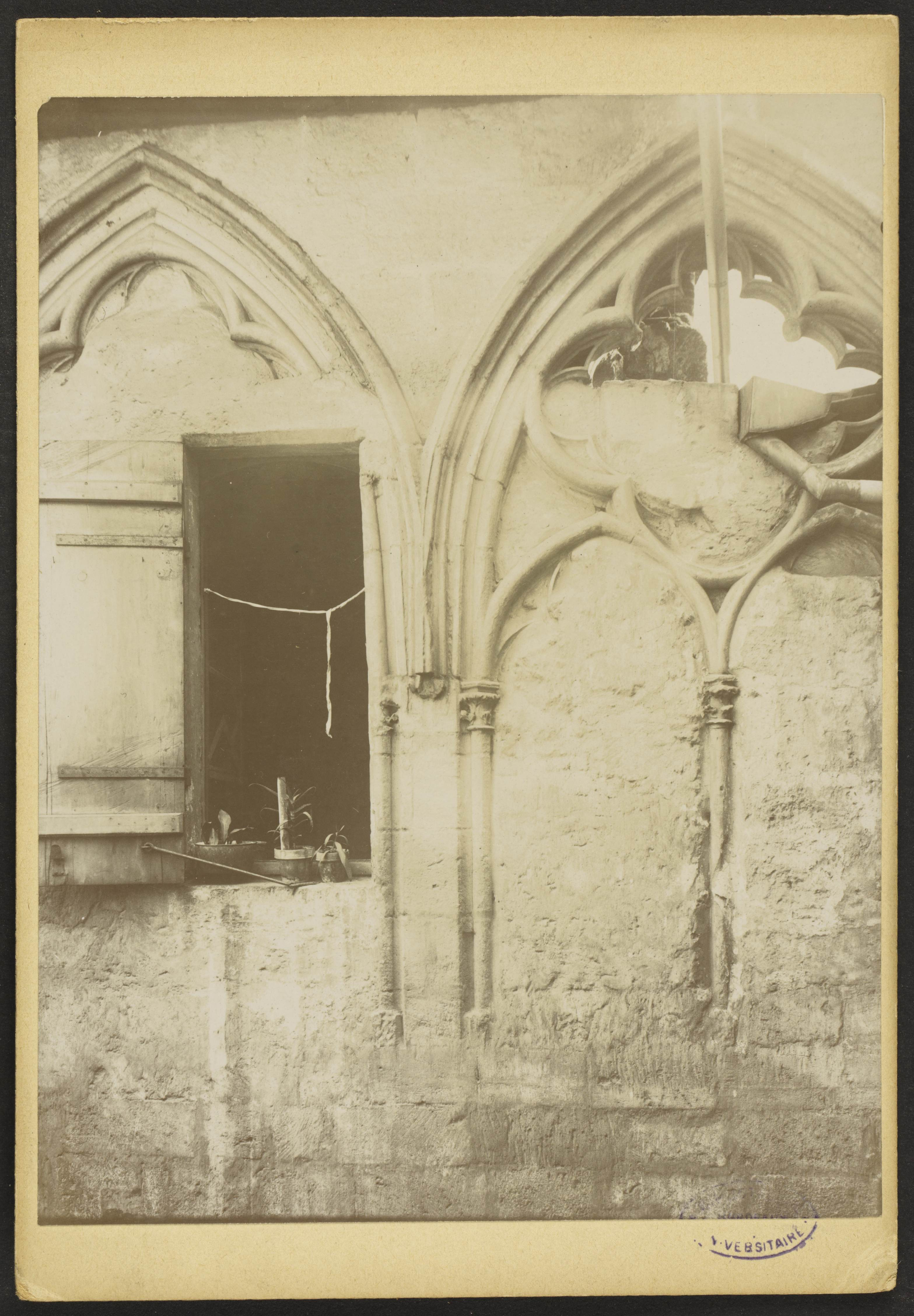
Fenêtres obstruées de la dernière maison gothique, datant du XIIIe siècle.

La plus ancienne maison conservée à Bordeaux date du xiiie siècle ; située impasse de la Rue-Neuve, elle est construite en pierre et s'orne de fenêtres à remplages, dans le plus pur style gothique à lancettes. La mairerie, située rue des Ayres, fut bâtie au même siècle, mais a été presque totalement reconstruite au xviie siècle. De l'édifice médiéval subsiste une tour de quinze mètres de haut, caractéristique des hôtels gascons (oustaus), qui fut érigée au xve siècle. Enfin, une maison à pans de bois datant de la toute fin du Moyen âge a échappé à la destruction, et se situe à immédiate proximité du cours Victor-Hugo, dans la rue Pilet.
Il ne reste donc du « Bordeaux Anvers » loué par Victor Hugo que le tracé tortueux des rues de la vieille ville, dont l'immense majorité des maisons ont été reconstruites à l'époque moderne.